# ロバート・シャーリー (第6代フェラーズ伯爵)
第6代フェラーズ伯爵ロバート・シャーリー（英語: Robert Shirley, 6th Earl Ferrers、1723年7月18日 – 1787年4月17日）は、グレートブリテン貴族。貴族院議員としてはホイッグ党寄りだったが、1783年のフォックス＝ノース連立内閣に反対して小ピット派に転じた。

## 生涯
ローレンス・シャーリー閣下（Hon. Laurence Shirley、1693年9月26日 – 1743年4月27日、初代フェラーズ伯爵ロバート・シャーリーの十男）とアン・クラージズ（Anne Clarges、1782年5月27日没、初代準男爵サー・ウォルター・クラージズの娘）の三男として、1723年7月18日に生まれ、20日にピカデリーの聖ジェームズ教会で洗礼を受けた。
1754年12月26日、キャサリン・コットン（Catherine Cotton、1786年3月26日没、ローランド・コットンの娘）と結婚、3男をもうけた。
- ロバート（1756年9月21日 – 1824年6月6日） - 第7代フェラーズ伯爵
- ローレンス・ローランド（1757年11月3日洗礼 – 1773年2月5日） - ジョセフ・ライトの『太陽系儀の講義』に描かれている人物の1人
- ワシントン（1760年11月13日 – 1842年10月2日） - 第8代フェラーズ伯爵

1760年、長兄ローレンスによる執事殺しの裁判では、次兄ワシントンとともに長兄を擁護した。（裁判を傍聴したホレス・ウォルポールは、「伯爵（長兄）と同じくらい病的」と評している。）
1778年10月1日に兄ワシントンが死去すると、フェラーズ伯爵位を継承した。
1787年4月17日にメリルボーンのアッパー・シーモア・ストリート（Upper Seymour Street）で死去、レスターシャーのブレドン（Bredon）で埋葬された。長男ロバートが爵位を継承した。